# Tomosvaryella docta
Tomosvaryella docta är en tvåvingeart som beskrevs av De Meyer 1995. Tomosvaryella docta ingår i släktet Tomosvaryella och familjen ögonflugor.
Artens utbredningsområde är Egypten. Inga underarter finns listade i Catalogue of Life.